# Boeing XP-15
Le Boeing XP-15 est un prototype d'avion de chasse monoplan, des États-Unis. C'est le deuxième modèle à être la continuité du Boeing XP-9.

## Développement
Cet avion est essentiellement une version du monoplan Boeing P-12. Sa principale différence est dans le retrait de l'aile inférieure et dans la construction toute en métal ainsi que des ailerons modifiés. Le XP-15 a un train d'atterrissage classique.
Boeing a numéroté l'appareil comme étant le Model 202 ; tandis que l'United States Army accepte cet aéronef pour faire des essais et le désigne comme XP-15. L'armée ne l'a en réalité jamais acheté et il conserve son enregistrement civil de X-270V.
Il est d'abord expédié par avion en janvier 1930, où on découvre que le stabilisateur vertical (type de P-12C) a besoin d'être agrandi pour compenser l'aile unique. Le test initial montre une vitesse supérieure à 178 km/h, mais avec des surfaces de la queue agrandies, il a enregistré 190 km/h à 2 400 mètres. L'avion a de piètres performances, avec une faible vitesse ascensionnelle et une haute vitesse d'atterrissage. L'USAAC ne commande pas l'avion pour la production et, le 7 février 1931, le prototype est détruit après que la rupture de l'hélice qui entraîna l'arrachage du moteur de ses supports mobiles.
La Marine se voit offrir le même modèle 205. Il effectue son premier vol en février 1930. Il est commandé par l'US Navy, mais, pendant les essais en vol qui sont achevés en 1932, d'autres avions ont été commandés à la place. Il est cependant le premier monoplan à recevoir une désignation de l'US Navy, XF5B.

## Opérateur
États-Unis
- United States Army